# Сан-Андрес-Букид
Сан-Андрес (также Сан-Андрес-Букид, bukid по-тагальски означает «ферма» или «[рисовое] поле») — район Манилы. Сан-Андрес разделяет Эстеро-Трипа-де-Гальина на западной и северной границе с районами Малате и Пако, соответственно, и улицами Педро Хиль и Техерон на востоке с районом Санта-Ана. На юге граничит с городами Пасай и Макати. Район находится под юрисдикцией Пятого избирательного округа Манилы и включает Южное кладбище Манилы, эксклав города, окруженного территорией Макати.

## Характеристика
Хотя Сан-Андрес имеет небольшую площадь, это самый густонаселенный район Манилы по состоянию на 2015 год, превосходящий даже Тондо. Сан-Андрес разделен на восточную и западную части шоссе Осменья. Сан-Андрес, в основном жилой, также имеет некоторые участки, классифицируемые как коммерческие.
Большинство населения района живет чуть выше черты бедности, в основном это поселенцы после Второй мировой войны из разных провинций, в то время как коренные жители были семьями мигрантов из среднего или низшего класса, которые ранее поселились в Тондо, но сочли грубый образ жизни рабочего класса менее подходящим для воспитания детей. Приток поселенцев в район был нерегулируемым, что привело к отсутствию городского планирования, о чем свидетельствуют здания неправильной формы, узкие проезжие части и большие кварталы домов, доступные только через переулки метровой ширины.

## История
Современный Сан-Андрес-Букид, был выделен из района Сингалонг до Второй мировой войны, а также из частей районов Санта-Ана, Малате и Пако. Район Сингалонг в значительной степени поглощен Сан-Андресом и ознаменован одноименной улицей, которая проходит перпендикулярно проспекту Кирино и параллельно проспекту Тафта. Улица лежит к западу современной западной части Сан-Андреса. Пожилые жители Сингалонга считают, что название района произошло от тагальского слова, обозначающего чашу, сделанную из бамбука.
В испанскую колониальную эпоху испанцы передали этот район членам миссионеров-капуцинов, которые впоследствии обратили местное население в католицизм. После Второй мировой войны южная часть Манилы была опустошена, как и большая часть города. Сан-Андрес тогда был в основном открытым пространством, и его заселили мигранты из близлежащих провинций и Висайских островов.

## Улица Сан-Андрес

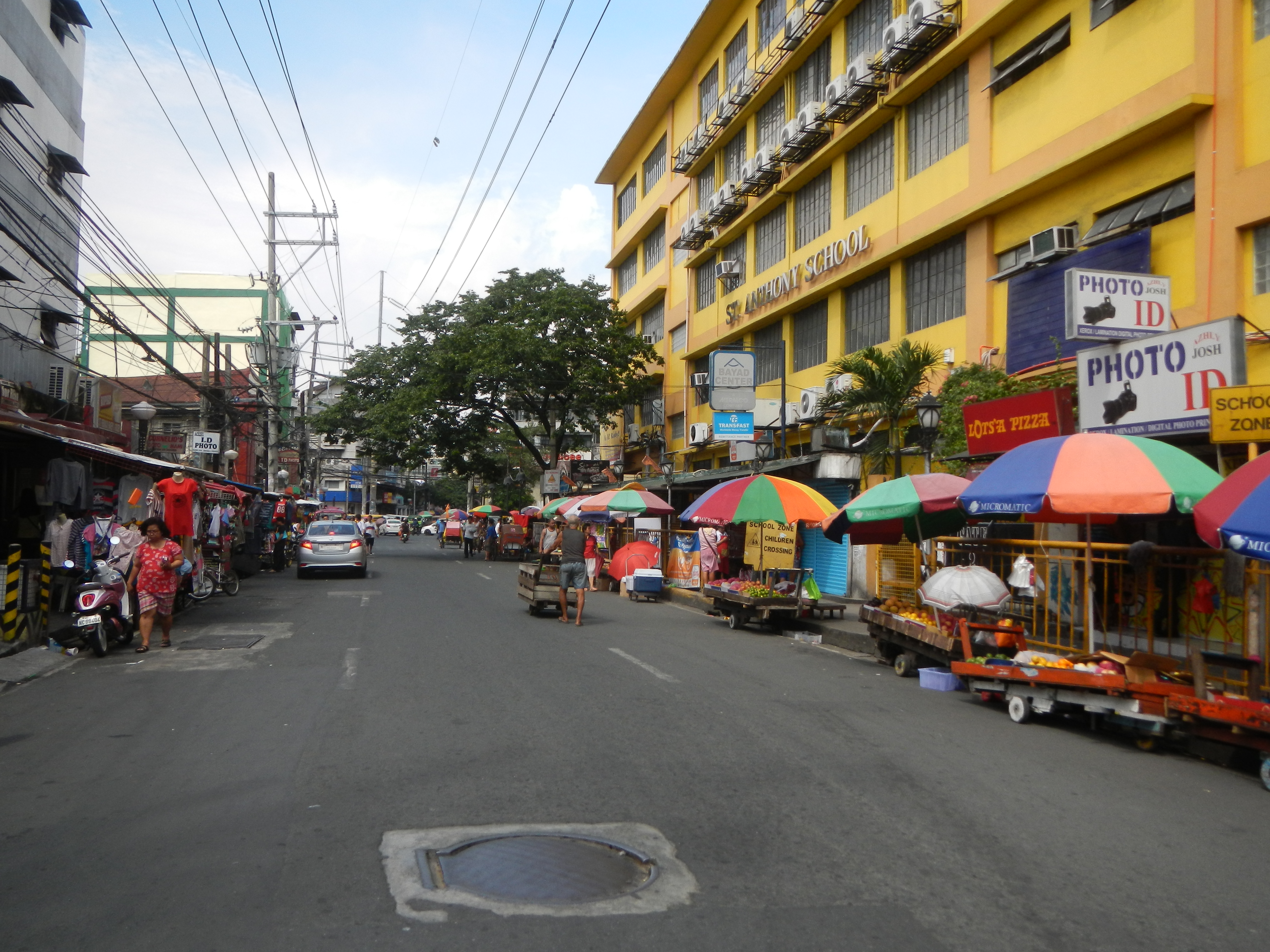
Улица Сан-Андрес около станции метро Кирино

Улица Сан-Андрес — улица в городе Манила протяжённостью 2 километра. Он начинается с улицы Аугусто Франсиско и пересекает районы Руби, Кораль и Накар. Она пересекает  N145 (шоссе Осменья).
Она была разделен пополам проспектом Тафта перед станцией метро проспект Кирино. Она продолжается на пересечении проспекта Кирино и пересекает улицы Малате: Пилар Идальго Лим, Герреро, проспект Марии Ороса, улицу Адриатико, Мабини и улицу Дель Пилар. Она заканчивается в N120 (бульвар Рохас) в Малате.